# 브랜던 T. 잭슨
브랜던 T. 잭슨(Brandon T. Jackson, 1984년 3월 7일 ~ )은 미국의 배우이다.

## 출연 작품

### 영화
- 롤 바운스 (2005)
- 트로픽 썬더 (2008)
- 퍼시 잭슨과 번개 도둑 (2010) - 그로버 언더우드 역
  - 퍼시 잭슨과 괴물의 바다 (2013)
- 빅 마마 하우스 3: 라이크 파더, 라이크 선 (2011)
- 엘로이즈 (2016)